# L'anno che verrà (programma televisivo)
L'anno che verrà è un programma televisivo italiano di genere varietà e musicale, in onda in prima serata su Rai 1 dal 2003 a cavallo tra l'anno vecchio e quello nuovo.

## Il programma
Il programma consiste in un'unica serata a cadenza annuale, trasmessa il 31 dicembre su Rai 1 subito dopo il consueto messaggio di fine anno del Presidente della Repubblica (ad eccezione della ventesima edizione, che è stata trasmessa dalle ore 21:40 per lasciare spazio a un'edizione speciale del TG1 in seguito alla scomparsa di Papa Benedetto XVI, avvenuta nella mattina del 31 dicembre 2022) fino alle 2:00 del 1º gennaio, durante la quale si alternano ospiti musicali e personaggi dello spettacolo con l'intento di accompagnare i telespettatori nel festeggiare in diretta televisiva il passaggio tra il vecchio e il nuovo anno, solitamente scandito da un countdown posto in sovrimpressione. Tutte le esibizioni dei cantanti sono accompagnate da sottotitoli con il testo della canzone in sovrimpressione. 

## Conduttori dell'evento
Nel corso delle 22 edizioni si sono succeduti diversi conduttori, a partire da Carlo Conti, che del programma è anche l'ideatore e l'inventore (oltre che uno degli autori) e che ha condotto la serata dal 2003 al 2008 e dal 2011 al 2013.
Il secondo conduttore dell'evento è stato Fabrizio Frizzi, che ha sostituito Conti soltanto nell'edizione 2009-2010. Era prevista una sua conduzione nel 2014, inizialmente in coppia con Amadeus, ma poi la Rai decise di affidare quell'edizione a Flavio Insinna.
L'edizione 2010-2011 è stata condotta da Mara Venier e Pino Insegno. Dal 2015 al 2023 l'evento è stato condotto da Amadeus. Dalla stagione 2024-2025 la serata è presentata da Marco Liorni. 

## Location
Le location utilizzate per questo evento sono frutto di un accordo fra la Rai e una regione d'Italia, che viene promossa anche in altri programmi della Rai.
Dal 2003-2004 al 2010-2011 l'evento si è svolto nel piazzale Federico Fellini a Rimini, mentre dal 2011-2012 al 2014-2015 è stato organizzato in diversi palasport presso Courmayeur. 
Nei cinque anni successivi il programma è stato realizzato in varie piazze principali di varie città della Basilicata: piazza Vittorio Veneto a Matera (2015-2016, 2018-2019), piazza Mario Pagano a Potenza (2016-2017, 2019-2020) e piazza Europa a Maratea (2017-2018).
L'edizione 2020-2021, inizialmente prevista in Umbria, è stata trasmessa dallo Studio 5 del CPTV Fabrizio Frizzi in Roma a causa delle restrizioni sul contenimento della pandemia di COVID-19 ed è stata l'unica priva della presenza del pubblico.
Dal 2021-2022 al 2022-2023 la serata è stata organizzata in Umbria, prima presso il piazzale antistante le Acciaierie di Terni e poi in piazza IV Novembre a Perugia.
Dal 2023-2024 al 2024-2025 il programma si è svolto in Calabria, prima in Piazza Pitagora a Crotone e poi Piazza Indipendenza a Reggio Calabria.

## Sigla
Sin dalla prima edizione la trasmissione utilizza come sigla l'omonimo brano di Lucio Dalla, dal quale prende il titolo. Fino alla settima edizione (2009-2010) è stato usato in versione originale come sigla di apertura, di chiusura e come jingle prima e dopo gli intervalli pubblicitari. A partire dall'ottava edizione (2010-2011) fino alla ventiduesima edizione (2024-2025) la canzone è eseguita in apertura dal vivo dagli ospiti della serata, mentre la versione originale è presente come sigla di chiusura e jingle prima e dopo gli intervalli.

## Edizioni
| Edizione | Programmazione   | Programmazione  | Trasmissione | Trasmissione | Trasmissione | Trasmissione | Trasmissione | Conduzione      | Conduzione      | Ospiti | Luogo                                           | Città           | Regione        |
| Edizione | Inizio           | Fine            | TV           | TV           | TV           | Radio        | Web          | Conduzione      | Conduzione      | Ospiti | Luogo                                           | Città           | Regione        |
| -------- | ---------------- | --------------- | ------------ | ------------ | ------------ | ------------ | ------------ | --------------- | --------------- | --- | ----------------------------------------------- | --------------- | -------------- |
| 1ª       | 31 dicembre 2003 | 1º gennaio 2004 | Rai 1        | Rai 2        | Rai Italia   | –            | -            | Carlo Conti     | Carlo Conti     | Lucio Dalla, Neffa, Tiziano Ferro, Paolo Belli e la Big Band, Bobby Solo, The Ritchie Family, Edoardo Vianello, Cristiano Malgioglio, Enrico Brignano, Branko, I Fichi d'India, Moran Atias, Susanna Torretta, Tony Corallo, Mago di Arcella, Anna Gigli Molinari, Vanessa Villafane, Fabrizio Mainini, Lucio Caizzi, Barbara Baldieri                                                                               | Piazzale Federico Fellini                       | Rimini          | Emilia-Romagna |
| 2ª       | 31 dicembre 2004 | 1º gennaio 2005 | Rai 1        | Rai 2        | Rai Italia   | –            | -            | Carlo Conti     | Carlo Conti     | Gigi D'Alessio, Tiziano Ferro, Jerry Calà, Paolo Vallesi, Cristiano Malgioglio, Paolo Mengoli, Sergio Múñiz, Los Locos, Dado, Anna Gigli Molinari, Vanessa Villafane, Anna Tatangelo, Linda Valori, Rosalia Misseri, Julia Smith, Adele Cossi, Caterina Balivo, Cristina Chiabotto | Piazzale Federico Fellini                       | Rimini          | Emilia-Romagna |
| 3ª       | 31 dicembre 2005 | 1º gennaio 2006 | Rai 1        | Rai 2        | Rai Italia   | –            | -            | Carlo Conti     | Carlo Conti     | Rita Pavone, Gianluca Grignani, Alex Britti, Al Bano, Dolcenera, Anna Tatangelo, Anna Gigli Molinari, Vanessa Villafane, Rosalia Misseri, Cristèl e Romina Carrisi, Teddy Reno, Cristiano Malgioglio, Los Locos, Gigi Marzullo, Francesco Boccia, Edelfa Chiara Masciotta, Dado | Piazzale Federico Fellini                       | Rimini          | Emilia-Romagna |
| 4ª       | 31 dicembre 2006 | 1º gennaio 2007 | Rai 1        | Rai 2        | Rai Italia   | –            | -            | Carlo Conti     | Carlo Conti     | Tiziano Ferro, Village People, Orietta Berti, Luisa Corna, Little Tony, Zero Assoluto, Pago, Anna Gigli Molinari, Vanessa Villafane, Paolo Mengoli, Los Locos, Sofia Bruscoli, Francesca Chillemi, Raffaello Tonon, Enrico Ciacci, Cristiana Ciacci, Claudia Andreatti | Piazzale Federico Fellini                       | Rimini          | Emilia-Romagna |
| 5ª       | 31 dicembre 2007 | 1º gennaio 2008 | Rai 1        | –            | Rai Italia   | –            | RaiPlay      | Carlo Conti     | Carlo Conti     | Antonello Venditti, Irene Grandi, Sister Sledge, Orietta Berti, Fabrizio Moro, Luisa Corna, Gianni Nazzaro, Anna Gigli Molinari, Vanessa Villafane, Sandro Giacobbe, Los Locos, Village Girls, Emanuela Aureli, Gabriele Cirilli, Dado, Angela Tuccia, Elena Ossola, Roberta Morise, Sara Facciolini, Anna Bugatti, Francesco Polucci, Mario Verzin                                                                  | Piazzale Federico Fellini                       | Rimini          | Emilia-Romagna |
| 6ª       | 31 dicembre 2008 | 1º gennaio 2009 | Rai 1        | –            | Rai Italia   | –            | RaiPlay      | Carlo Conti     | Carlo Conti     | Gloria Gaynor, Pooh, Tony Hadley, Paola & Chiara, Simona Bencini, Cristina D'Avena, Alan Sorrenti, Sonohra, Rosalia Misseri, Los Locos, Luisa Corna, Village Girls, Cristiano Malgioglio, Samantha Discolpa, Antonino Spadaccino, Miriam Leone | Piazzale Federico Fellini                       | Rimini          | Emilia-Romagna |
| 7ª       | 31 dicembre 2009 | 1º gennaio 2010 | Rai 1        | –            | Rai Italia   | –            | RaiPlay      | Fabrizio Frizzi | Fabrizio Frizzi | Manila Nazzaro, Roberta Gangeri, Massimo Ranieri, Max Pezzali, Fausto Leali, Little Tony, Malika Ayane, Luisa Corna, Piero Mazzocchetti, Simona Bencini, Antonino Spadaccino, Rosalia Misseri, Linda Valori, Imagination, Los Locos, Village Girls, Cristina Buccino, Emanuela Aureli, Paolo Mengoli, Battaglia e Miseferi, Toni Malco, Viola Cristina, Sofia Buresta, Luigi Fronte, Maria Perrusi                   | Piazzale Federico Fellini                       | Rimini          | Emilia-Romagna |
| 8ª       | 31 dicembre 2010 | 1º gennaio 2011 | Rai 1        | –            | Rai Italia   | –            | RaiPlay      | Mara Venier     | Pino Insegno    | Pooh, Patty Pravo, Loredana Bertè, Noemi, Boney M., Orietta Berti, Luisa Corna, Paolo Mengoli, Orchestra Casadei, Rosalia Misseri, Piero Mazzocchetti, Linda Valori, Fanny Cadeo, Cristina Buccino, Marco Vito, Francesco Boccia, Stefano Masciarelli, i 14 bambini di Ti lascio una canzone, Francesca Testasecca                                                                                                   | Piazzale Federico Fellini                       | Rimini          | Emilia-Romagna |
| 9ª       | 31 dicembre 2011 | 1º gennaio 2012 | Rai 1        | –            | Rai Italia   | –            | RaiPlay      | Carlo Conti     | Carlo Conti     | Antonello Venditti, Pooh, Massimo Lopez, Dik Dik, Fausto Leali, Lee Jones, Leroy Gomez, Gipsy Family, The Ritchie Family, Irene Grandi, Karima, Jury Magliolo, Antonino Spadaccino, Alma Manera, David Pratelli, Annalisa, Virginio | Palaghiaccio Forum Sport Center                 | Courmayeur      | Valle d'Aosta  |
| 10ª      | 31 dicembre 2012 | 1º gennaio 2013 | Rai 1        | –            | Rai Italia   | –            | RaiPlay      | Carlo Conti     | Carlo Conti     | Zucchero, Gigi D'Alessio, Paul Young, Raf, Fausto Leali, Marco Masini, Anna Tatangelo, Massimo Lopez, Gabriele Cirilli, David Pratelli, Valeria Marini, Formula 3, Tony Reyes & I Gipsy Fiesta, Gazebo, Rosalia Misseri, Claudia Casciaro, Carlo Alberto di Miccio, Ottavio De Stefano | Palaghiaccio Forum Sport Center                 | Courmayeur      | Valle d'Aosta  |
| 11ª      | 31 dicembre 2013 | 1º gennaio 2014 | Rai 1        | –            | Rai Italia   | –            | RaiPlay      | Carlo Conti     | Carlo Conti     | Umberto Tozzi, Emanuela Aureli, Martina Stoessel, David Pratelli, Marco Masini, Greta Manuzi, Clizia Fornasier, Alex Britti, Gabriele Cirilli, Attilio Fontana, Gloria Gaynor, Claudio Lippi, Ottavio De Stefano, Verdiana Zangaro, Vincenzo Capua, Antonino Spadaccino, Righeira, Silvia Salemi, Kid Creole & The Coconuts, Tony Hadley                                                                             | Palaghiaccio Forum Sport Center                 | Courmayeur      | Valle d'Aosta  |
| 12ª      | 31 dicembre 2014 | 1º gennaio 2015 | Rai 1        | –            | Rai Italia   | –            | RaiPlay      | Flavio Insinna  | Nino Frassica   | Alessandro Greco, Roberta Giarrusso, Matteo Becucci, Patty Pravo, Al Bano, Emanuela Aureli, Max Paiella, Moreno, Audio 2, Santa Esmeralda, Pino Daniele, Simona Molinari, Alma Manera, David Pratelli, Verdiana Zangaro, Giada Agasucci, Ottavio De Stefano, Vincenzo Capua, Paolo Magagnino e la Ritchie Family, La Bionda                                                                                          | Palaghiaccio Forum Sport Center                 | Courmayeur      | Valle d'Aosta  |
| 13ª      | 31 dicembre 2015 | 1º gennaio 2016 | Rai 1        | –            | Rai Italia   | –            | RaiPlay      | Amadeus         | Rocco Papaleo   | Renzo Arbore e l'Orchestra Italiana, Antonello Venditti, Francesco Renga, Paul Young, Malika Ayane, Marco Masini, Noemi, Francesca Michielin, Urban Strangers, Giada Agasucci, Vincenzo Capua, Ottavio De Stefano, Alma Manera, Greta Manuzi, Davide Mogavero, Massimo Lopez, Bianca Guaccero, Alessandro Greco, Roberta Giarrusso, Silvia Salemi                                                                    | Piazza Vittorio Veneto                          | Matera          | Basilicata     |
| 14ª      | 31 dicembre 2016 | 1º gennaio 2017 | Rai 1        | –            | Rai Italia   | –            | RaiPlay      | Amadeus         | Teo Teocoli     | Renzo Arbore e l'Orchestra Italiana, Nek, Alex Britti, Noemi, Valerio Scanu, Edoardo Bennato, Benji & Fede, Tony Hadley, Claudia Megrè, Frances Alina Ascione, Luca Tudisca, Vincenzo Capua, Sandy Marton, Arisa, Musicamanovella, Renanera, Tarantolati di Tricarico, Lorenza Mario, Silvia Mezzanotte, Leonardo Fiaschi, Antonio Mezzancella, Ethan Lara, Gazebo, Miwa, Samanta Togni                              | Piazza Mario Pagano                             | Potenza         | Basilicata     |
| 15ª      | 31 dicembre 2017 | 1º gennaio 2018 | Rai 1        | –            | Rai Italia   | Rai Radio 1  | RaiPlay      | Amadeus         | Amadeus         | Francesco Paolantoni, Dario Bandiera, Cristiano Malgioglio, Al Bano e Romina Power, Patty Pravo, Raf, Claudia Megrè, Tiromancino, Amii Stewart, Corona, Matthew Lee, Marco Carta, David Pratelli, Alessia Macari, Soy Luna, Maggie & Bianca, Valeria Altobelli, Dodi Battaglia, Alma Manera, Lorenzo Licitra, Vincenzo Capua, Los Locos, Officine Popolari Lucane di Pietro Cirillo                                  | Piazza Europa                                   | Maratea         | Basilicata     |
| 16ª      | 31 dicembre 2018 | 1º gennaio 2019 | Rai 1        | –            | Rai Italia   | Rai Radio 1  | RaiPlay      | Amadeus         | Amadeus         | Sergio Friscia, Samanta Togni, Massimo Ranieri, Il Volo, Malika Ayane, Red Canzian, Gianni Togni, Michele Zarrillo, Fausto Leali, Ivana Spagna, Alan Sorrenti, Donatella Rettore, Formerly of Chic, Massimo Di Cataldo, Lisa, Jalisse, Ice MC, Edoardo Vianello, Los Locos, Maggie & Bianca Fashion & Bianca, Renanera, Vincenzo Capua                                                                               | Piazza Vittorio Veneto                          | Matera          | Basilicata     |
| 17ª      | 31 dicembre 2019 | 1º gennaio 2020 | Rai 1        | –            | Rai Italia   | Rai Radio 1  | RaiPlay      | Amadeus         | Amadeus         | Al Bano e Romina Power, Gigi D'Alessio, Stadio, Arisa, Benji & Fede, Elettra Lamborghini, Marco Masini, gli 8 finalisti di Sanremo Giovani 2019, Antonella Ruggiero, The Kolors, Riccardo Fogli, Rocco Hunt, Fausto Leali, Cristiano Malgioglio, Alberto Urso, Ivan Cattaneo, Orietta Berti, Paolo Vallesi, Carolina Rey, Vincenzo Capua, gruppi musicali lucani (i Musicamanovella, gli Accipiter e i Sesto Mantra) | Piazza Mario Pagano                             | Potenza         | Basilicata     |
| 18ª      | 31 dicembre 2020 | 1º gennaio 2021 | Rai 1        | –            | Rai Italia   | Rai Radio 1  | RaiPlay      | Amadeus         | Gianni Morandi  | Nino Frassica, Arisa, Clementino, Annalisa, Piero Pelù, Umberto Tozzi, Raf, Gigi D'Alessio, Shade, Boomdabash, Rocco Hunt, Gaia, Rita Pavone, J-Ax, Erminio Sinni, Leroy Gomez degli Santa Esmeralda, Viktorija Mihajlovic e i protagonisti della serie animata 44 Gatti (Lampo, Milady, Polpetta e Pilou) | Studio 5 degli Studi televisivi Fabrizio Frizzi | Roma            | Lazio          |
| 19ª      | 31 dicembre 2021 | 1º gennaio 2022 | Rai 1        | –            | Rai Italia   | Rai Radio 1  | RaiPlay      | Amadeus         | Amadeus         | Massimo Ranieri, Loredana Bertè, Achille Lauro, Orietta Berti, Raf, Cristiano Malgioglio, Clementino, Rkomi, Nek, Donatella Rettore, Arisa, Marco Masini, Fausto Leali, Gemelli di Guidonia, Alba Parietti, Edoardo Vianello, Emanuela Aureli, Corona, Cugini di Campagna e i protagonisti della serie animata Pinocchio & Friends                                                                                   | AST                                             | Terni           | Umbria         |
| 20ª      | 31 dicembre 2022 | 1º gennaio 2023 | Rai 1        | –            | Rai Italia   | Rai Radio 1  | RaiPlay      | Amadeus         | Amadeus         | Francesco Paolantoni, Gabriele Cirilli, Dargen D'Amico, Francesco Renga, Nek, Iva Zanicchi, LDA, Piero Pelù, Noemi, Donatella Rettore, Umberto Tozzi, Raf, Massimo Di Cataldo, Ricchi e Poveri, Matia Bazar, Sandy Marton, Tracy Spencer, Johnson Righeira, Ice MC, Modà, Mr. Rain, Tancredi, Samuel Peron, Veera Kinnunen, Emanuela Aureli                                                                          | Piazza IV Novembre                              | Perugia         | Umbria         |
| 21ª      | 31 dicembre 2023 | 1º gennaio 2024 | Rai 1        | –            | Rai Italia   | Rai Radio 1  | RaiPlay      | Amadeus         | Amadeus         | Annalisa, Paola & Chiara, Ricchi e Poveri, Il Volo, Romina Power e Yari Carrisi, Sangiovanni, Nino Frassica & Los Plaggers Band, The Kolors, Cristiano Malgioglio, Dargen D'Amico, Rose Villain, I Cugini di Campagna, Donatella Rettore, Gli Autogol, Maninni, Cecilia Gayle, Gibson Brothers, Roberta Morise | Piazza Pitagora                                 | Crotone         | Calabria       |
| 22ª      | 31 dicembre 2024 | 1º gennaio 2025 | Rai 1        | –            | Rai Italia   | Rai Radio 1  | RaiPlay      | Marco Liorni    | Marco Liorni    | Ricchi e Poveri, Anna Oxa, Diodato, Arisa, J-Ax, Patty Pravo, Cristiano Malgioglio, BigMama, Sal Da Vinci, Nino Frassica, Donatella Rettore, Clementino, Romina Power, Ermal Meta, Alex Britti, Leo Gassmann, Sandy Marton, Los Locos, Alma Manera, Agostino Penna | Piazza Indipendenza                             | Reggio Calabria | Calabria       |

## Ascolti
| Edizione | Anno      | Telespettatori | Share  |
| -------- | --------- | -------------- | ------ |
| 1ª       | 2003-2004 | 4 661 000      | 29,71% |
| 2ª       | 2004-2005 | 4 501 000      | 27,44% |
| 3ª       | 2005-2006 | 5 732 000      | 33,90% |
| 4ª       | 2006-2007 | 5 486 000      | 37,85% |
| 5ª       | 2007-2008 | 6 035 000      | 41,01% |
| 6ª       | 2008-2009 | 5 592 000      | 37,21% |
| 7ª       | 2009-2010 | 5 458 000      | 38,45% |
| 8ª       | 2010-2011 | 5 536 000      | 34,83% |
| 9ª       | 2011-2012 | 6 085 000      | 36,65% |
| 10ª      | 2012-2013 | 6 475 000      | 37,35% |
| 11ª      | 2013-2014 | 6 773 000      | 37,69% |
| 12ª      | 2014-2015 | 4 829 000      | 29,98% |
| 13ª      | 2015-2016 | 5 565 000      | 31,45% |
| 14ª      | 2016-2017 | 4 891 000      | 31,71% |
| 15ª      | 2017-2018 | 5 536 000      | 35,40% |
| 16ª      | 2018-2019 | 5 552 000      | 35,10% |
| 17ª      | 2019-2020 | 4 772 000      | 30,45% |
| 18ª      | 2020-2021 | 8 152 000      | 33,95% |
| 19ª      | 2021-2022 | 6 453 000      | 33,33% |
| 20ª      | 2022-2023 | 5 032 000      | 36,88% |
| 21ª      | 2023-2024 | 6 202 000      | 40,10% |
| 22ª      | 2024-2025 | 5 383 000      | 36,79% |

## Controversie
Il programma è famoso per vari e talvolta gravi accadimenti avvenuti in diretta su Rai 1:
- Nell'edizione 2010-2011 il conto alla rovescia della piazza è risultato sfasato rispetto a quello della grafica, dato che Pino Insegno, co-conduttore della serata, ha iniziato un conteggio anticipato e poi corretto 6 secondi prima dell'anno nuovo da Mara Venier.
- Nell'edizione 2015-2016, tra gli SMS trasmessi in basso al teleschermo, sono comparsi una bestemmia e uno spoiler relativo a Star Wars - Il risveglio della Forza e il conto alla rovescia è stato fatto partire con quasi un minuto di anticipo.
- Nelle edizioni 2018-2019 e 2023-2024 il conduttore Amadeus è stato costretto ad interrompere le esibizioni dell'ospite per dare spazio al countdown che accompagnava l'inizio dell'anno nuovo. Nel primo caso si trattò di Massimo Ranieri, che ha continuato a cantare nonostante il countdown, mentre il secondo ha avuto come protagonista Annalisa: la cantante, infatti, si stava esibendo (coinvolgendo anche il pubblico) con la sua canzone Bellissima quando venne interrotta da Amadeus proprio nel momento clou della serata.
- Nell'edizione 2023-2024 uno spettatore, inquadrato dalla regia, ha mimato un atto sessuale.
- Nell'edizione 2024-2025 Angelo Sotgiu dei Ricchi e Poveri, convinto che il suo microfono fosse spento, ha più volte inveito contro i fonici dietro le quinte apostrofandoli con degli insulti ripetuti. In realtà il suo microfono era aperto e gli improperi si sono sentiti nitidamente e più volte in diretta nazionale pochi minuti e qualche istante prima del conto alla rovescia. Successivamente il conduttore Marco Liorni si è scusato davanti alle telecamere[26].